# Imibenconazol
Imibenconazol ist eine Mischung von zwei cis,trans-isomeren chemischen Verbindungen aus der Gruppe der Triazole und ein von Hokko Chemical Industry Ende der 1980er Jahre eingeführtes Fungizid.

## Gewinnung und Darstellung
Imibenconazol kann ausgehend von 1,2-Dichlorethan-N-2,4-dichlorphenylimid, 1,2,4-Triazol und 4-Chlorbenzylmercaptan dargestellt werden.

## Verwendung
Imibenconazol ist ein systemisches Fungizid, welches sowohl protektiv als auch kurativ wirkt. Der Wirkstoff gehört zu den Azol-Fungiziden, die die C14-Demethylase in der Sterol-Biosynthese hemmen.
Imibenconazol wird zur Bekämpfung von Anthraknose, Schorf und Rostpilzen im Kernobst- und Zitrusanbau eingesetzt.

## Zulassung
In den Staaten der EU und in der Schweiz sind keine Pflanzenschutzmittel mit diesem Wirkstoff zugelassen.